# 長野県道229号市場桜町線

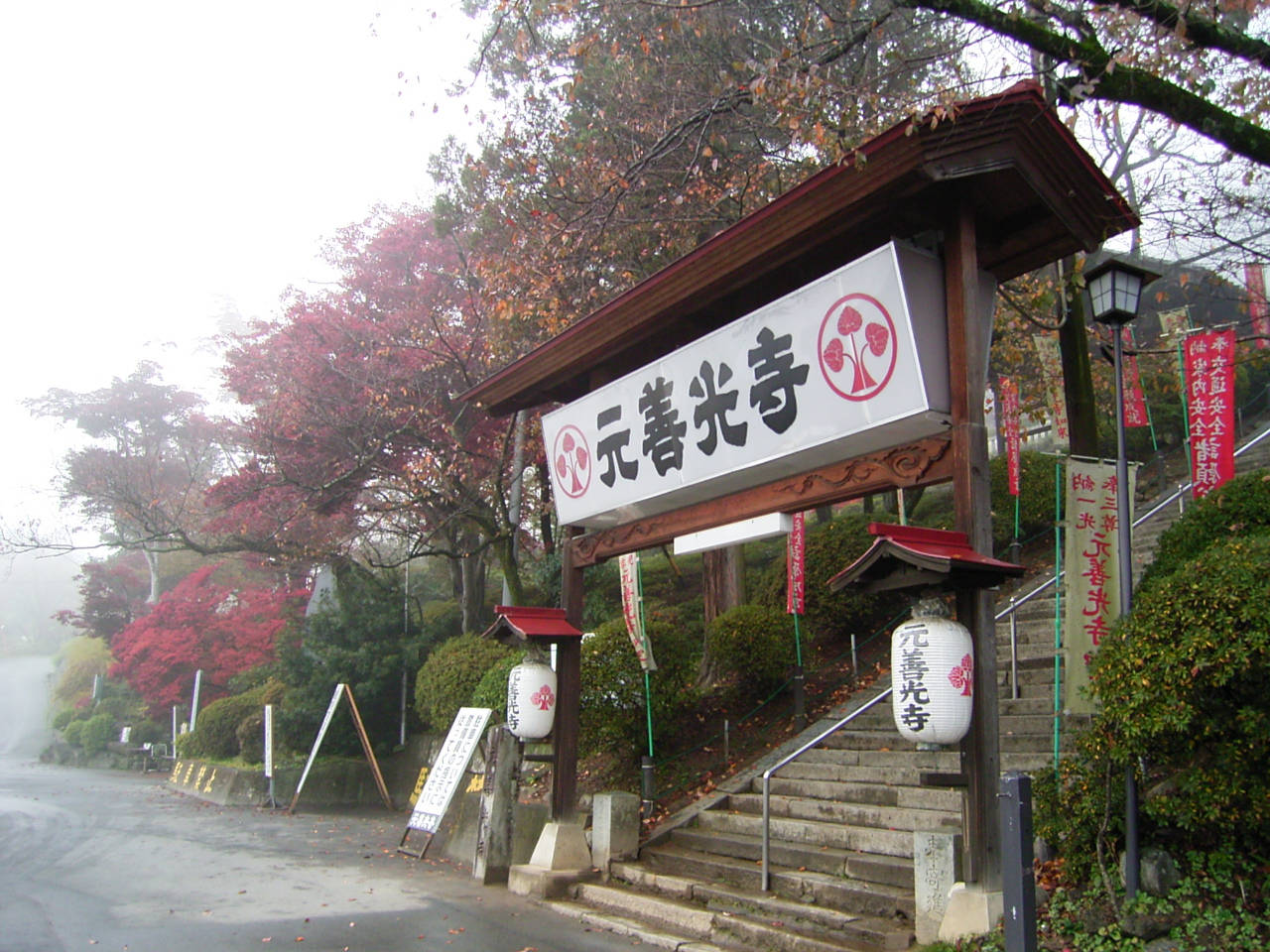
元善光寺

長野県道229号市場桜町線（ながのけんどう229ごう いちばさくらまちせん）は、長野県飯田市を走る一般県道。

## 路線データ
- 起点：飯田市大字座光寺字市場（長野県道251号上飯田線交点）
- 終点：飯田市桜町（桜町一・二丁目交差点、長野県道15号飯島飯田線交点）

## 交差する道路
- 長野県道251号上飯田線
- 長野県道15号飯島飯田線

## 周辺

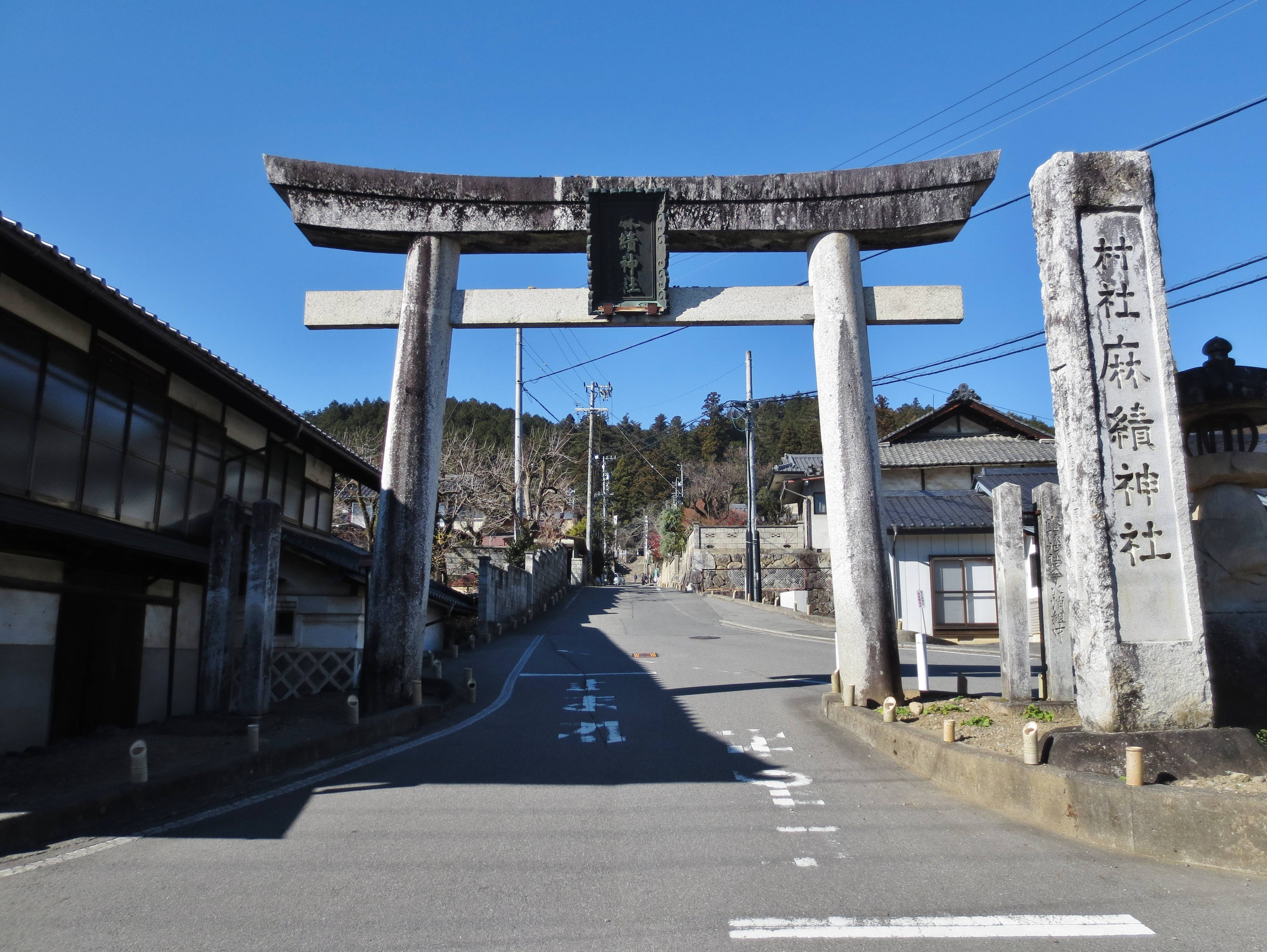
1888年（明治21年）に建立された麻績神社鳥居。石による鳥居としては南信州地域最大（現地案内板）。

- 元善光寺
- 元善光寺駅
- 座光寺村役場跡
- 宮の前生活改善施設
- 麻績神社石の大鳥居
- 鶏足院
- 飯田市立高陵中学校
- 飯田女子高等学校
- 飯田市立上郷小学校
- 上郷自治振興センター
- 飯田市立上郷図書館
- 長野県飯田高等学校
- 伊那上郷駅
- 上郷考古博物館
- 飯田市立浜井場小学校
- 飯田警察署